# Джон Далинг
Генерал Джон Далинг (на английски: John Dalling) е британски военен и бивш губернатор на колония.

## Биография
Далинг е син на Джон Далинг и съпругата му Ан. Заема поста губернатор на Ямайка в периода 1777 – 1782 и главнокомандващ на Мадрас (форт Сейнт Джордж) от 1784 до 1786 г. Повишен е в чин генерал през 1796 г. На 11 ноември 1783 му е присъдена дворянската титла баронет на Бърууд. Има два брака. От втората му съпруга Луиза, оцелява само един син Уилям Далинг, който наследява баронетската титла на баща си.